# Beaufortia niulanensis
Beaufortia niulanensis is een straalvinnige vissensoort uit de familie van de steenkruipers (Balitoridae). De wetenschappelijke naam van de soort is voor het eerst geldig gepubliceerd in 2009 door Chen, Huang & Yang.